# Neoserica rubra
Neoserica rubra är en skalbaggsart som beskrevs av Brenske 1899. Neoserica rubra ingår i släktet Neoserica och familjen Melolonthidae. Inga underarter finns listade i Catalogue of Life.